# Burton (Christchurch)
Burton – wieś i civil parish w Anglii, w hrabstwie Dorset, w dystrykcie (unitary authority) Bournemouth, Christchurch and Poole. Leży 48 km na wschód od miasta Dorchester i 143 km na południowy zachód od Londynu. W 2011 roku civil parish liczyła 4177 mieszkańców.